# How to Be a Megastar Live!
How to Be a Megastar Live! é um álbum de uma turnê do Blue Man Group disponível em CD e DVD. O show ao vivo é baseado na turnê How to Be a Megastar 2.1.

## Faixas
| 1. "Above" # "Drumbone" 2. "Rock Manual Infomercial" 3. "Time to Start" 4. "Up to the Roof" 5. "Altering Appearances" 6. "Persona" 7. "Floppie the Banjo Clown" 8. "Your Attention" 9. "Piano Smasher" 10. "Shirts and Hats" 11. "Sing Along" 12. "Rock Box Infomercial" 13. "One of These Days" 14. "Shadows Part 2" 15. "The Complex" 16. "Light Suits" 17. "I Feel Love" 18. "Rock and Go" 19. "Baba O’Riley" 20. "Introducing the Band" 21. "What is Rock" | 1. "Above" 2. "Drumbone" 3. "Time To Start" 4. "Up to the Roof" 5. "Altering Appearances" 6. "Persona" 7. "Your Attention" 8. "Piano Smasher" 9. "Shirts and Hats" 10. "Sing Along" 11. "One of These Days" 12. "Rock Concert Movement #237" 13. "Shadows Part 2" 14. "The Complex" 15. "Light Suits" 16. "I Feel Love" 17. "Rock and Go" 18. "Baba O’Riley" 19. "What Is Rock" |